# Scotospilus
Scotospilus is een geslacht van spinnen uit de  familie van de Hahniidae (kamstaartjes).

## Soorten
- Scotospilus ampullarius (Hickman, 1948)
- Scotospilus bicolor Simon, 1886
- Scotospilus divisus (Forster, 1970)
- Scotospilus maindroni (Simon, 1906)
- Scotospilus nelsonensis (Forster, 1970)
- Scotospilus plenus (Forster, 1970)
- Scotospilus wellingtoni (Hickman, 1948)
- Scotospilus westlandicus (Forster, 1970)